# Seefrachtbrief
Der Seefrachtbrief (englisch sea waybill) ist im Frachtgeschäft ein Warenbegleitpapier, das im Seehandel über die Seefracht ausgestellt wird.
Er ist ein Frachtbrief, der im Seehandel ausgestellt wird, während sein Pendant in der Binnenschifffahrt Ladeschein heißt. Der Seefrachtbrief ist vor allem im Fährverkehr auf kurzen Seestrecken und in der Containerschifffahrt von großer Bedeutung. Für kleines Stückgut („Kollo“) wird ein Parcel receipt ausgestellt, dessen Stückgut in einem besonderen Raum an Bord (englisch parcel room) unter Verschluss kommt.

## Geschichte
Erste Frachtbriefe gab es beim Landtransport und in der Binnenschifffahrt, bevor sie im Eisenbahn-, Luft- und zuletzt auch im Seetransport eingeführt wurden. Im Jahre 1063 lässt sich in den „Regeln und Bräuchen für das Meer“ von Trani (lateinisch Ordinamento et Consuetudo Maris de Trani) der Vorläufer des heutigen Konnossements feststellen. Danach musste ein öffentlich bestellter und vereidigter Schiffsschreiber ein Verzeichnis (lateinisch cartularium) aller an Bord genommenen Güter erstellen, der Empfänger konnte die Auslieferung der hierin verzeichneten Waren verlangen.
Vergleichbar mit dem Seefrachtbrief ist die im Jahre 1727 aufgekommene Charter-Partie („Certepartie“), die jedoch weder das Konnossement noch den Frachtbrief ersetzte. Sie wurde zwischen dem Verfrachter (Schiffer) und dem Befrachter abgeschlossen und enthielt den Frachtvertrag.
Der Seefrachtbrief galt in Deutschland noch 1974 als unbekannt. Das deutsche Seehandelsrecht erfuhr im April 2013 eine deutliche Internationalisierung, wodurch auch erstmals die Wahl zwischen einem Konnossement oder einem Seefrachtbrief ermöglicht wurde.

## Rechtsfragen (deutsches Recht)
Der Seefrachtbrief unterliegt dem seit April 2013 auch in Deutschland geltenden internationalen Seehandelsrecht, das ins Handelsgesetzbuch (HGB) aufgenommen wurde. Danach besteht die Wahl zwischen einem Konnossement oder einem Seefrachtbrief, die jeweils durch den Verfrachter (englisch Carrier) ausgestellt werden (§ 526 Abs. 1 HGB). Der Seefrachtbrief dient – bis zum Beweis des Gegenteils – als Nachweis für Abschluss und Inhalt des Stückgutfrachtvertrages sowie für die Übernahme des Frachtgutes durch den Verfrachter (§ 526 Abs. 2 HGB). Er begründet damit die – widerlegbare – Vermutung, dass das Frachtgut und seine Verpackung bei der Übernahme durch den Frachtführer in äußerlich gutem Zustand waren und dass die Anzahl der Frachtstücke und ihre Zeichen und Nummern mit den Angaben im Seefrachtbrief übereinstimmen. Mit dieser Vermutung ist eine Beweislastumkehr verbunden. Denn nach § 292 ZPO ist bis zum Beweis des Gegenteils von dem Vorhandensein der angeführten Tatsache auszugehen.
Der Inhalt des Seefrachtbriefs entspricht dem des Konnossements (siehe § 515 Abs. 1 HGB). Zu erwähnen sind insbesondere der Name des Schiffes, Verlade- und Empfangshafen, Ausstellungsdatum und Frachtführer oder Kapitän. Anders als das Konnossement ist der Seefrachtbrief lediglich ein Warenbegleitpapier und eine Abladebestätigung, nicht dagegen ein Wertpapier oder gar Traditionspapier. Der Seefrachtbrief unterliegt nicht den Haager Regeln, es sei denn, hierauf wird ausdrücklich verwiesen. Er hat auch die Funktion eines Sperrpapiers.
Ein Seefrachtbrief muss nicht unterschrieben werden. Durch den fehlenden Wertpapiercharakter ist er nicht übertragbar und kann daher auch nicht für ein Akkreditiv genutzt werden. Durch die Ausstellung eines Seefrachtbriefs im Ladehafen ist die Ware bereits am Löschplatz für den Empfänger freigestellt, und dieser muss nur noch ausstehende Kosten wie die Seefracht und lokale Kosten wie THC & ISPS (Terminal Handling Charge und International Security Port Surcharge) zahlen. Nach Zahlung dieser Kosten kann er sofort über die Ware verfügen.